# Kanton Latour-de-France
Latour-de-France is een voormalig kanton van het Franse departement Pyrénées-Orientales. Het kanton maakte deel uit van het arrondissement Perpignan. Het werd opgeheven bij decreet van 26 februari 2014 met uitwerking op 22 maart 2015. Alle gemeenten werden opgenomen in het nieuwe kanton La Vallée de l'Agly.

## Gemeenten
Het kanton Latour-de-France omvatte de volgende gemeenten:
- Bélesta
- Caramany
- Cassagnes
- Estagel
- Lansac
- Latour-de-France (hoofdplaats)
- Montner
- Planèzes
- Rasiguères
- Tautavel